# Walther Hadding
Walther Hadding (* 8. Mai 1934 in Kassel) ist ein deutscher Zivilrechtswissenschaftler.

## Leben
Von 1953 bis 1957 studierte Hadding an den Universitäten in Marburg und Bonn Rechtswissenschaften. Anschließend wurde er 1965 mit einer von Rudolf Reinhardt betreuten Arbeit über die actio pro socio in Marburg promoviert. Er habilitierte sich ebenda im Jahre 1969 mit einer Arbeit zum Thema Der Bereicherungsausgleich beim Vertrag zu Rechten Dritter.
Im Jahre 1971 nahm Hadding einen Ruf an die Johannes Gutenberg-Universität in Mainz an, an welcher er bis zu seiner Emeritierung im Jahr 1999 lehrte. 1984 wurde Hadding zum Dekan der Juristischen Fakultät gewählt.
Von 1976 bis 2001 leitete Hadding zudem das Institut für deutsches und internationales Recht des Spar-, Giro- und Kreditwesens in Mainz.
Hadding ist Gründungsmitglied der Bankrechtlichen Vereinigung und gehörte viele Jahre dem Vorstand dieser wissenschaftlichen Gesellschaft an.

## Forschung und Lehre
Hadding, der sich forschend vor allem mit dem Bank- und Gesellschaftsrecht befasste, wirkte zudem am Studienkommentar und an dem Kommentar von Soergel zum BGB mit (u. a. Verein, GbR, Bruchteilsgemeinschaft, Vertrag zugunsten Dritter).
Bereits 1975 hat sich Hadding als einer der ersten Wissenschaftler vertieft mit den zivilrechtlichen Fragen des Lastschriftverfahrens auseinandergesetzt.
1980 hat er in einem umfangreichen Gutachten zum 53. Deutschen Juristentag in Berlin die wissenschaftliche Grundlage über Maßnahmen zum Verbraucherschutz auf dem Gebiet des Konsumentenkredites gelegt.
Der Bundesgerichtshof (BGH) hat seine zivilrechtliche Beurteilung der Zahlung mit Kreditkarten übernommen.
Darüber hinaus verfasste er das Werk Die HGB-Klausur, welches zugleich Zeugnis für das Engagement Haddings auf dem Gebiet der Juristenausbildung und seine guten didaktischen Fähigkeiten ablegt.
Von Haddings Engagement in der Förderung des wissenschaftlichen Nachwuchses zeugen auch die vielen Promotionen, die er betreut hat sowie die Vielzahl seiner Habilitanden (Franz Häuser, Reinhard Welter, Horst Hammen, Thomas M.J. Möllers, Ulf R. Siebel, Joachim Hennrichs, Anja Steinbeck).